# Sicyonia nebulosa
Sicyonia nebulosa är en kräftdjursart som först beskrevs av Kubo 1949.  Sicyonia nebulosa ingår i släktet Sicyonia och familjen Sicyoniidae. Inga underarter finns listade i Catalogue of Life.